# جيسيكا بنجامين
جيسيكا بنجامين (بالإنجليزية: Jessica Benjamin)‏ هي محللة نفسية معروفة بمساهماتها في التحليل النفسي والفكر الاجتماعي. وهي تعمل حاليًا في مجال التحليل النفسي في مدينة نيويورك حيث تعمل في كلية برنامج علم النفس لما بعد الدكتوراه بجامعة نيويورك في التحليل النفسي والعلاج النفسي،  ومركز ستيفن ميتشل للدراسات العلائقية. جيسيكا بنجامين هي واحدة من المساهمين الأصليين في مجالات التحليل النفسي العلائقى، ونظريات الحيز المتبادل، والدراسات الجنسانية والنسوية من حيث صلتها بالتحليل النفسي والمجتمع. وهي معروفة بأفكارها حول الاهتمام بكل من التنمية البشرية والساحة الاجتماعية والسياسية.

## النشأة والتعليم
ولدت جيسيكا بنجامين لعائلة يهودية  وحصلت على درجة البكالوريوس من جامعة ويسكونسن، ماديسون في عام 1967، وماجستيرها من جامعة فرانكفورت في ألمانيا الغربية، حيث درست علم النفس وعلم الاجتماع والفلسفة. حصلت جيسيكا بنجامين على درجة الدكتوراه في علم الاجتماع من جامعة نيويورك في عام 1978. تلقت تدريبها النفسي النفسي من برنامج علم النفس لما بعد الدكتوراه في جامعة نيويورك في التحليل النفسي والعلاج النفسي، وشاركت في أبحاث ما بعد الدكتوراة في مرحلة الطفولة مع الدكتورة بياتريس بيبي في كلية ألبرت أينشتاين للطب.

## مساهمتها في المجال
تُعتبر جيسيكا بنجامين واحدة من أهم المحللين النفسيين المؤثرين والأكثر تأثيرًا في العقود الأربعة الماضية. هي واحدة من مؤسسي التحليل النفسي العلائقي، وهي واحدة من أوائل من أدخلوا النسوية ودراسات النوع الاجتماعي في الفكر النفسي.
شملت دراساتها المبكرة البنية الاجتماعية والنسوية، لكنها عرفت في الآونة الأخيرة بجهودها لشرح الجوانب الكلاسيكية للتحليل النفسي باستخدام العلاقات الموضوعية، والتحليل النفسي العلائقى، والفكر النسوي. قدمت مساهمات كبيرة لمفهوم الذاتية المشتركة في التحليل النفسي.
في عام 2015، حصلت جيسيكا بنجامين على جائزة هانز كيليان عن إنجازاتها في مجالات التحليل النفسي وعلم النفس النسوي ونظرية الاعتراف المتبادل بين الجنسين.

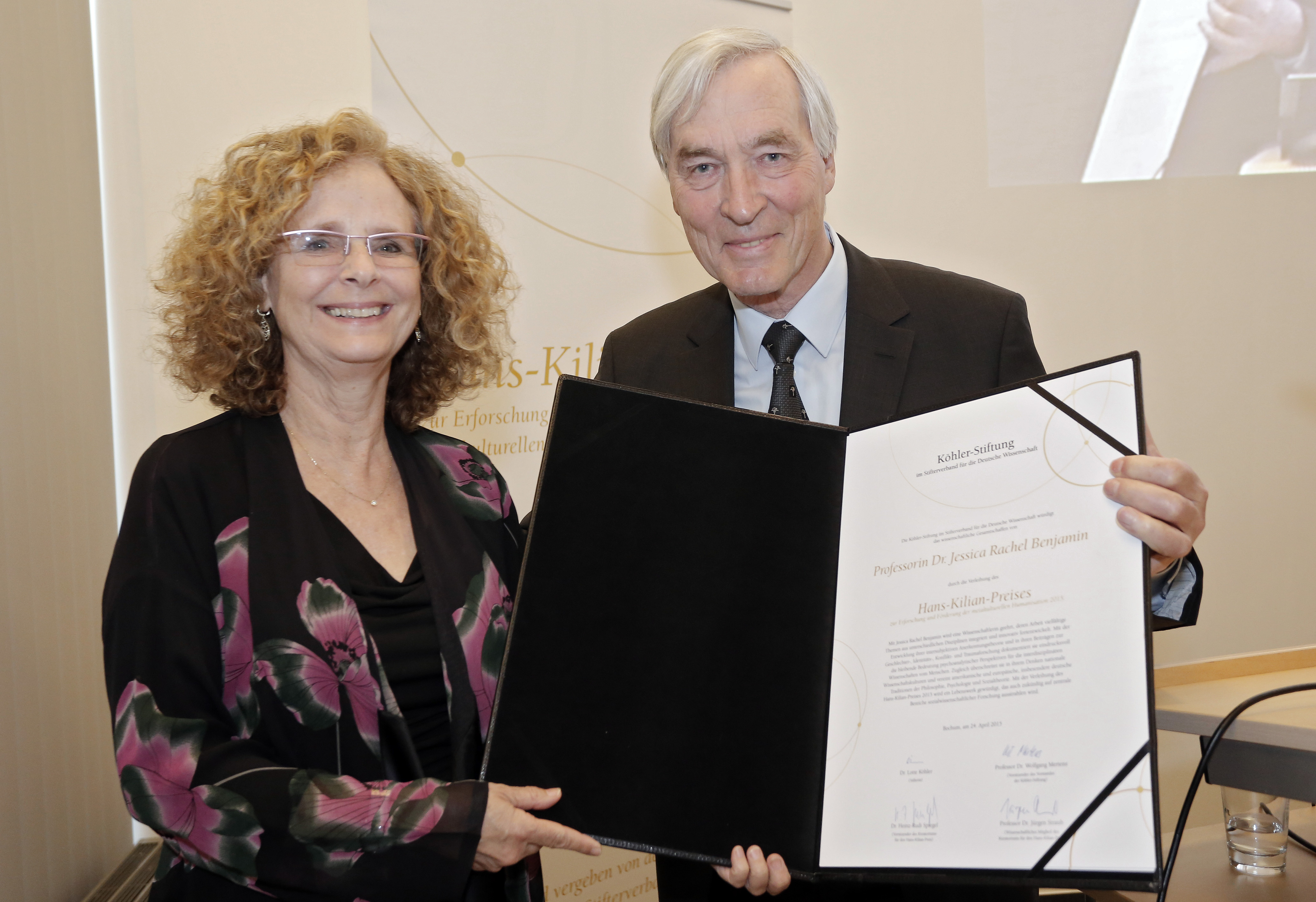
الفائزة بالجائزة جيسيكا بنجامين، الرئيس التنفيذي وولفغانغ ميرتنز